# Šurianky
Šurianky este o comună slovacă, aflată în districtul Nitra din regiunea Nitra, pe malul râului Perkovský potok⁠(d). Localitatea se află la altitudinea de 160 m deasupra n.m., se întinde pe o suprafață de 10,4 km2 și în 2017 număra 598 de locuitori.

## Istoric
Localitatea Šurianky este atestată documentar din 1265.

## Demografie
| An:                | 1994 | 2004   | 2014   | 2024   |
| ------------------ | ---- | ------ | ------ | ------ |
| Număr de persoane: | 537  | 569    | 598    | 572    |
| Diferență:         |      | +5,95% | +5,09% | −4,34% |

| An:                | 2023 | 2024   |
| ------------------ | ---- | ------ |
| Număr de persoane: | 585  | 572    |
| Diferență:         |      | −2,22% |